# Hieraves
Hieraves es un clado de aves del grupo Telluraves nombrado por Wu et al. (2024) que incluye los órdenes Strigiformes (búhos) y Accipitriformes (águilas y sus parientes). Los Cathartidae (buitres del Nuevo Mundo) suelen incluirse en Accipitriformes. En el pasado, se encontró que los búhos, los buitres del Nuevo Mundo y las águilas eran grupos externos basales con respecto a Coraciimorphae dentro de Afroaves, o Accipitriformes y Cathartiformes se recuperaron como un clado basal con respecto al resto de los miembros de Telluraves. Houde et al. (2019) found support for Hieraves (then unnamed), but they were found to be the sister group to Coraciimorphae and Australaves. Houde et al. (2019) encontraron apoyo para Hieraves (entonces sin nombre), pero se descubrió que eran el grupo hermano de Coraciimorphae y Australaves.Stiller et al. (2024) encontraron que Hieraves es basal a Afroaves.